# Eschweilera rimbachii
Eschweilera rimbachii är en tvåhjärtbladig växtart som beskrevs av Paul Carpenter Standley. Eschweilera rimbachii ingår i släktet Eschweilera och familjen Lecythidaceae. IUCN kategoriserar arten globalt som sårbar. Inga underarter finns listade i Catalogue of Life.